# Clymenura borealis
Clymenura borealis är en ringmaskart som först beskrevs av Arwidsson 1906.  Clymenura borealis ingår i släktet Clymenura och familjen Maldanidae. Arten har ej påträffats i Sverige. Inga underarter finns listade i Catalogue of Life.